# Carl Ernst Heinrich Schmidt
Carl Ernst Heinrich Schmidt' (en rus Карл Ге́нрихович Шмидт), nascut el 13 de juny de 1822 a Jelgava, Rússia (actualment Letònia) i traspassat el 27 de febrer de 1894 a Tartu, Rússia (actualment Estònia) fou un químic rus que destaca per haver determinat les característiques cristal·lines d'importants composts bioquímics i la presència d'àcid clorhídric en el suc gàstric.

## Biografia
Estudià a les universitats de Berlín, Giessen i Göttingen amb Justus von Liebig, H. Roose i Friedrich Wöhler, respectivament. Aconseguí el doctorat en medicina i filosofia a Alemanya amb Justus von Liebig el 1844. Després passà a ser professor de farmàcia (1850) i seguidament (1851) del Departament de química de la Universitat de Tartu on desenvolupà un important paper durant els 40 anys que hi treballà. Entre els seus alumnes destaquen J. Lemberg, el premi Nobel Wilhelm Ostwald i G. Tammann. Fou membre de l'Acadèmia de Ciències de Sant Petersburg (1873).

## Obra
Schmidt realitzà la resolució dels patrons de cristal·lització de molts bioproductes químics importants com àcid úric, àcid oxàlic i les seves sals, àcid làctic, colesterina, estearina, etc. Analitzà la fibra muscular i la quitina. Descobrí que els components de les cèl·lules animals i vegetals són químicament similars i estudià les reaccions de l'albuminat de calci. Estudià la fermentació alcohòlica i la química de metabolisme i digestió. Descobrí àcid clorhídric en el suc gàstric i la seva interacció química amb la pepsina. Estudià la bilis i el sucs pancreàtics. Part d'aquests treballs els realitzà amb Friedrich Bidder. Estudià canvis químics a la sang associats amb la còlera, la disenteria, la diabetis, i l'enverinament per arsènic.